# Bosco di Foglino
Bosco di Foglino este o arie protejată (arie specială de conservare — SAC, sit de importanță comunitară — SCI) din Italia întinsă pe o suprafață de 552 ha, integral pe uscat.

## Localizare
Centrul sitului Bosco di Foglino este situat la coordonatele 41°28′02″N 12°43′00″E / 41.467222°N 12.716667°E.

## Înființare
Situl Bosco di Foglino a fost declarat sit de importanță comunitară în iunie 1995 pentru a proteja 3 specii de animale. Situl a fost protejat și ca arie specială de conservare în decembrie 2016.

## Biodiversitate
Situată în ecoregiunea mediteraneană, aria protejată conține 5 habitate naturale: Păduri termofile cu Fraxinus angustifolia, Păduri panonice-balcanice de stejar turcesc - stejar sesil, Lacuri eutrofice naturale cu vegetație de tip Magnopotamion sau Hydrocharition, Ape oligotrofe în general din solurile nisipoase vest-mediteraneene, cu un conținut foarte redus de minerale, cu Isoetes spp., Iazuri temporare mediteraneene.
La baza desemnării sitului se află mai multe specii protejate:
- păsări (1): pescăruș albastru (Alcedo atthis)
- amfibieni (1): Triturus carnifex
- reptile (1): țestoasa de baltă (Emys orbicularis)

Pe lângă speciile protejate, pe teritoriul sitului au mai fost identificate 5 specii de plante, 3 specii de amfibieni, 1 specie de nevertebrate, 1 specie de reptile.